# برتون (تگزاس)
برتون (به انگلیسی: Burton) یک شهر در ایالات متحده آمریکا است که در شهرستان واشینگتن، تگزاس واقع شده‌است. بورتون ۳۰۰ نفر جمعیت دارد.